# Kolonialregierungen in den dreizehn Kolonien

Unterzeichnung der Unabhängigkeitserklärung. Gemälde von John Trumbull, 1819

Die Kolonialregierungen in den dreizehn Kolonien bezeichnet die Organisation und Struktur der britischen Kolonialregierungen, der ursprünglichen Dreizehn Kolonien. Obwohl jede Kolonie eine eigene Organisation und Struktur besaß, hatten sie viele gemeinsame Attribute. Jede der Dreizehn Kolonien, aus denen später die Vereinigten Staaten wurden, hatte ihre eigene Geschichte und Entwicklung, doch es bildeten sich im Laufe der Zeit gemeinsame Merkmale und Muster in der Struktur und Organisation der Regierungen heraus, die von den meisten Kolonien geteilt wurden.

## Die Legislative
Die Regierungen der Kolonien stützten sich auf die britische Regierungsform. Im Gerichtswesen galt das Common Law Großbritanniens. Es gab das Governor’s Council oder auch den Governor’s Court, mit beratender Funktion für den kolonialen Gouverneur. Die General Assembly wurde von den Stimmberechtigten gewählt, im Jahr 1750 hatten fast alle frei geborenen Männer das Stimmrecht. Die Towns in den Kolonien hielten regelmäßige Stadtversammlungen ab, bei denen alle frei geborenen Männer das Stimmrecht hatten, Bedingung für das Stimmrecht war Grundbesitz, doch diesen hatten die meisten Siedler. Frauen, Kinder, Sklaven und Indianer besaßen kein Stimmrecht. Diplomatische Angelegenheiten wurden durch die Regierung in London abgewickelt, ebenso die Handelspolitik. Die Kolonien regelten ihre Probleme und Kriege mit den Indianern selbst, doch Großbritannien führte die Kriege mit Frankreich und Spanien.

### Governor’s Council
Die Mitglieder im Governor’s Council wurden durch den Gouverneur der Kolonie ernannt. Oft dauerte ihre Amtszeit länger als die des ernennenden Gouverneurs. Der erste Akt eines neuen Gouverneurs war die Ernennung oder Bestätigung der Mitglieder im Governor’s Council (vgl. Privy Council). War der Gouverneur abwesend, oder in einer Zeit bis zu einem neuen Gouverneur übernahm das Governor’s Council die Aufgaben des Gouverneurs.
Mitglieder des Councils konnten auch von Amts wegen Mitglied sein. Sie hatten dann diese Funktion aufgrund ihres Amtes inne. Die anderen wurden durch den Gouverneur ernannt, es sollte ein Querschnitt der Bevölkerung hergestellt werden, um die unterschiedlichsten Interessen in der Kolonie zu vertreten. Die Ratsmitglieder unterlagen theoretisch dem Vorbehalt der Zustimmung durch die britische Regierung, ebenso wie dem Secretary of State for the Southern Department, bzw. nach 1768 dem Secretary of State for the Colonies. In der Praxis bedeutete die Entfernung und die dadurch bedingte Verzögerung in der Kommunikation, dass ein Veto gegen ein Mitglied nur in seltenen Fällen vorkam.
Das komplette Council war auch gleichzeitig das Supreme Court der Kolonie. Ähnlich wie im House of Lords war die Zustimmung des Councils für neue Gesetze, die von der Assembly verfasst wurden, erforderlich. Das Council konnte anders als die Assembly kontinuierlich beraten, während die Assembly meist nur für eine einzige Sitzung zusammenkam, um Steuern und den Haushalt zu beschließen oder Lösungen für allgemeine Anforderungen zu finden. Wie die Assembly waren auch die meisten Positionen im Council unbezahlt und die Mitglieder verfolgten eine Reihe von Berufen. Anwälte waren in allen Kolonien stark vertreten, Händler mehr in den nördlichen Kolonien und in den südlichen Plantagenbesitzer.

### Die Assembly
Die Assemblies hatten verschiedene Titel, sie wurden: House of Delegates, House of Burgesses, oder Assembly of Freemen genannt. Sie hatten mehrere gemeinsame Merkmale. Die Mitglieder wurden von den landbesitzenden Bürgern der Towns oder Countys regelmäßig gewählt und traten gewöhnlich zu einer kurzen Sitzung zusammen. Jedoch konnte auch das Council oder der Gouverneur eine Sondersitzung einberufen. Das Wahlrecht war beschränkt auf freie, weiße Männer, welche üblicherweise über Grundbesitz verfügen mussten. Da die meisten Kolonisten über Grundbesitz verfügten, hatten auch fast alle weißen Männer das Wahlrecht.
Die Steuern und der Haushalt wurden in der Assembly festgesetzt. Zum Haushalt gehörte auch der Unterhalt und die Ausrüstung der Milizen. Als es zur Amerikanischen Revolution kam, führte dies zu Konflikten zwischen der Assembly und dem Gouverneur.

## Konflikt
Die andauernde Kämpfe zwischen dem Gouverneur und den Assemblies werden manchmal als Symptome eines steigenden demokratischen Geistes wahrgenommen. Die Assemblies repräsentierten nur die wohlhabende Klasse und schützten die Kolonien gegen Angriffe auf die Führung. Rechtlich war die Autorität des Gouverneurs unangreifbar. Im Widerstand gegen diese Autorität griffen die Assemblies auf Argumente der Unveräußerlichen Rechte und allgemeinen Wohlfahrt zurück, um eine Regierungsform zu entwickeln, die ihre Autorität aus der Zustimmung der Regierten ableitet.